# Симеон-Стефан Ольшавський
Симеон-Стефан Ольшавський (нар. 1695 — пом. 1738) — вікарій, генеральний вікарій та капелан і єпископ мукачівський (єпископ Мукачівської єпархії).

## Полеміка
Деякі дослідники відносять Єпископа до асимільованих, тобто осіб, готових на прийняття змін, необхідних для пристосування до політичних і соціальних стандартів панівної, у даному випадку — угорської, культури. 3 цієї причини в XVII ст. єпископи Симеон Ольшавський i Гавриїл Блажовський відмовилися від посад апостольських вікаріїв і віддали всю Мукачівську єпархію під юрисдикцію римо-католицького єпископа в Егері. У другій половині XIX ст. єпископи Штефан Панкович з Мукачева і Штефан Новак з Пряшева, а також світські й духовні діячі «Центрального комітету греко-католиків у Будапешті» зробили все можливе для впровадження в парафіяльних школах замість русинської, а в літургії замість церковно-слов'янської мадярської мови — спочатку в парафіях Гайдудорозького вікаріату, а потім в усій єпархії.
Діючи таким чином, асимільовані вважали, що зміцнять Греко-Католицьку церкву в умовах мадяризації, яка у ті часи планомірно здійснювалася угорським урядом.